# Даглас Енгелбарт
Даглас Карл Енгелбарт (енгл. Douglas Carl Engelbart; Портланд, 30. јануар 1925 — Атертон, 2. јул 2013) био је амерички проналазач норвешког порекла који је познат по томе што је, заједно са Вилијамом Инглишом конструисао рачунарски миш.
На Станфорду, заједно са својим сарадницима својој лабораторији, увео употребу више „прозора” и развио „АРПАНЕТ”, државну мрежу за повезивање научних истраживача, од које је касније настао интернет. На конференцији о рачунарима 1968. у Сан Франциску јавно је демонстрирао миш и видео-телеконференције, успоставивши комуникацију са својим особљем у лабораторији помоћу модема сопствене израде.
Добитник је награде за проналазаче Лемелсон—МИТ од 500.000 долара, Тјурнингове награде (1997), а 2000. године одликован је медаљом за технологију, „за постављање темеља личних рачунара”.

## Рани живот и образовање
Енгелбарт је рођен у Портланду, Орегон, 30. јануара 1925. у породици Карла Луиса Енгелбарта и Гледис Шарлот Амелије Мансон Енгелбарт. Његови преци су били немачког, шведског и норвешког порекла.
Био је средњи од троје деце, са сестром Доријаном (три године старијом) и братом Давидом (14 месеци млађим). Породица је живела у Портланду, Орегон, у његовим раним годинама, а преселила се у околно село дуж Џонсон Крика када је имао 8 година. Његов отац је умро годину дана касније. Завршио је средњу школу Франклин у Портланду 1942. године.
Средином додипломскиг студија на Државном универзитету Орегон, служио је две године у Морнарици Сједињених Држава као радио и радарски техничар на Филипинима. Тамо је, на удаљеном острву Лејте, у малој традиционалној колиби на штулама, прочитао чланак Ваневара Буша „Како можемо да мислимо“, који ће имати велики утицај на његово размишљање и рад. Вратио се у државу Орегон и завршио студије електротехнике 1948. Док је био у држави Орегон, био је члан социјалног братства Сигма Фај Епсилон. Ангажовао га је Национални саветодавни комитет за аеронаутику у Ејмсовом истраживачком центру, где је радио на одржавању аеротунела. У слободно време уживао је у планинарењу, камповању и народном плесу. Тамо је упознао Балард Фиш (18. август 1928 – 18. јун 1997), која је управо завршавала обуку да постане радни терапеут. Венчали су се у Државном парку Портола 5. маја 1951. Убрзо након тога, Енгелбарт је напустио Ејмс да би наставио постдипломске студије на Универзитету Калифорније, Беркли. Тамо је стекао магистратуру у области електротехнике 1953. и докторат у истој дисциплини 1955. године.

## Каријера и достигнућа

### Филозофско опредељење
Енгелбартова каријера инспирисана је у децембру 1950, у које време је био верен да би се оженио, кад је схватио да нема других циљева у каријери осим „сталног посла, венчања и срећног живљења до краја живота“. Током неколико месеци резоновао је да:
- своју каријеру би усредсредио на то да учини свет бољим местом[17]
- сваки озбиљан напор да се свет учини бољим захтевао би неку врсту организованог напора који би упрегнуо колективни људски интелект свих људи да допринесу ефикасним решењима.
- ако бисте могли драматично да побољшате начин на који то радимо, појачали бисте све напоре на планети да решите важне проблеме – што пре то боље
- компјутери би могли бити средство за драматично побољшање ове способности.[16]

Године 1945, Енгелбарт је са интересовањем прочитао чланак Ваневара Буша „Како можемо да мислимо“, позив на акцију да се знање учини широко доступним као национални мирнодопски велики изазов. Такође је прочитао нешто о недавном феномену компјутера, а из свог искуства радарског техничара знао је да се информације могу анализирати и приказати на екрану. Замишљао је интелектуалне раднике како седе на „радним станицама“ пред екраном, лете кроз информациони простор, упрегнувши свој колективни интелектуални капацитет да заједно решавају важне проблеме на много моћније начине. Искориштавање колективног интелекта, олакшано интерактивним компјутерима, постало је његова животна мисија у време када су компјутери били посматрани као алати за обраду бројева.
Као дипломирани студент на Берклију, помагао је у изградњи CALDIC-а. Његов дипломски рад довео је до осам патената. Након што је завршио докторат, Енгелбарт је остао на Берклију као доцент годину дана пре него што је отишао када је постало јасно да тамо не може да оствари своју визију. Енгелбарт је тада основао нову компанију, Дигиталне технике, како би комерцијализовао нека од својих докторских истраживања о уређајима за складиштење података, али је након годину дана одлучио да настави истраживање о којем је сањао од 1951. године.